# Marja-Leena Sillanpää
Marja-Leena Sillanpää, född 7 april 1965 i Björneborg, är en sverigefinsk konstnär, författare och ljudkonstnär verksam i Stockholm. 
Hon är utbildad vid Kungliga Konsthögskolan i Stockholm 1999–2004. Utöver sitt konstnärskap arbetar Sillanpää som huvudlärare i konceptuella uttryck på Örebros Konstskola 2009–2011 / 2013–2015 / 2017–2021.
Sillanpää startade eget förlag Satumaa*kustantamo 2007 där hon utgivit mindre upplagor av böcker och ljudverk både egna och andra konstnärers verk.
Sillanpää är kanske mest känd för sina himmelsfärder. Sedan 2002 har hon gjort hundratal himmelsfärder på olika platser i världen.

## Utmärkelser och stipendier
- 2013 – Sven Harrys konstmuseum [8]
- 2015 – Längmanska kulturfonden (bok)
- 2015 – Statens kulturråd (bok)[9]
- 2015 – Konstnärsnämnden (2 årigt arbetsstipendium)
- 2015 – Ragnar von Holten minnesfond[10]
- 2018 – Längmanska kulturfonden (vinyl)

Olle Granath motivering när Sillanpää fick Sven Harrys stipendium 2013 "Marja-leena Sillanpää formulerar sig med samma exakta förströddhet i både ord och bild. Förundrad dras man in i hennes ordbildvärldar och inser att det är i det förbisedda man ser livet. Hennes iakttagelser av vad som sker med oss medan vi lever sträcker sig från det banala till det sublima. Den allvarliga bakgrunden till allt hon ser är det oundvikliga slutet. Ordet död med alla dess sammansättningar förekommer ofta i hennes böcker, som kan läsas och begrundas som en slags tröstens katekeser: ”Skeppet sjunker. Dödsskrän tycks ljuda.  Från alla håll. På däck kämpar alla. En strid. Om en plats. I för få livbåtar.”